# Бицзи
Бицзи (кит. трад. 筆記, упр. 笔记, пиньинь bǐjì, палл. бицзи) — жанр в классической китайской литературе. Понятие примерно переводится как «записная книжка». Произведение в жанре бицзи может содержать короткие истории, цитаты, случайные мысли, филологические рассуждения, литературную критику — всё, что автор считает достойным записи. Жанр впервые появился во времена династий Вэй и Цзинь, а развился во времена династии Тан.
Развитие бицзи было связано в том числе с необходимостью сдачи экзаменов на замещение государственных должностей, более высокие требования вызвали к жизни подборки из разных сочинений самой широкой тематики — лэйшу.

## История
Авторы сборников бицзи часто использовали письменные памятники, которые не дошли до наших дней, благодаря им мы можем судить об этих сочинениях. Отличительной чертой бицзи была фактографичность, которая не имела ничего общего с достоверностью, так как часто пересказывала разные слухи и события произвольного характера. Материал подавался с внешним обоснованием, и, хотя он мог быть плодом фантазии, преподносился как факт, так как сам автор в это искренне верил. Образцом таких произведений могут служить «Заметки Жун-чжая» Хун Мая; «Лес записей Дун-по» Су Ши; «Записи бесед в Мэнси» Шэнь Куа и другие. Подобные произведения охарактеризовал Су Ши, написавший о своей прозе в одном из писем, что она «сходна с бегущими облаками и текучей водой… Законы естественны: она живая и ничем не скована».
Бицзи времен династии Тан содержат в основном короткие истории типа «хотите верьте, хотите нет», и многие из них можно рассматривать как сборники коротких художественных произведений. Чтобы отличить этот вид «беллетристики бицзи» от остальных произведений бицзи, первый позже будет называться «бицзи сяошо» (筆記 小說 «новеллы бицзи»). Бицзи процветал во время династии Сун и продолжал процветать во время более поздних династий.
В эпоху Тан (VII—X вв.) появились первые «бицзи», эпистолярные и мемуарные записи учёных-книжников и чиновников — заметки «обо всём», достигшие эпохи расцвета во времена Сун (X—XII вв.). К этому жанру относились самые разнообразные записи, не входящие в официальные сочинения, как правило, небольшого формата: необычайные истории; анекдотичные происшествия и случаи, затрагивающие знаменитых людей; рассказы о событиях, о которых автор слышал, читал или видел сам. Жанр не был ограничен ни размером, ни объёмом, ни темой, хотя некоторые авторы заметок предоставляли читателям пёстрые сведения, объединённые какой-нибудь одной темой — например, описание столиц империи. Позже из разнообразных дневниковых наблюдений развился жанр дневниковых записей литераторов Китая эпохи Сун. Авторы бицзи свободно обращались с произведениями других писателей, изменяя их — сокращая, дополняя или переписывая, передавая в таком виде повести и новеллы того времени.
Бицзи часто писались в поздний период жизни как своего рода её итог, иногда автор не успевал закончить сочинение, тогда это делали за него его наследники. Так случилось, например, с сочинением «Дун-по чжи линь» («Лес записей Дун-по») великого сунского литератора Су Ши. И. А. Алимов при характеристике бицзи ссылается на китайского исследователя Лю Е-цю: «Я полагаю, что главной характеристической чертой бицзи в плане содержания будет „разнообразие“ (цза): несвязанность тематическими рамками, записи того, что слышал сам; в плане формы — „свобода“ (сань): длинное и короткое, произвольность компоновки».
К известным произведениям бицзи относятся:
- Всякая всячина из Юяна[англ.] (кит. трад. 酉陽雜俎, пиньинь Yǒuyáng zázǔ, палл. Ю ян цза цзу) Дуань Чэнши, династия Тан
- Записи бесед в Мэнси[англ.] (кит. трад. 夢溪筆談, пиньинь Mèngxī bǐtán, палл. Мэн си би тань) Шэнь Куа, династия Сун
- Заметки Жун-чжая[кит.] (кит. трад. 容齋隨筆, пиньинь Róngzhāi suíbǐ, палл. Жун чжай суй би) Хун Мая, династия Сун
- Лес записей Дун-по[вд]  (кит. трад. 東坡志林, пиньинь Dōngpō zhìlín, палл. Дун-по чжи линь) Су Ши, династия Сун
- Предварительные сведения о принципах вещей[кит.] (кит. трад. 物理小識, пиньинь Wùlǐ xiǎoshí, палл. У ли сяоши) Фан Ичжи, династия Мин
- О чём не говорил Конфуций[англ.] (кит. трад. 子不語, пиньинь Zǐbùyǔ, палл. Цзы бу юй) Юань Мэя, династия Цин

Как и многие другие элементы китайской культуры, жанр бицзи со временем был заимствован и появился в Японии, где получил название дзуйхицу.